# زوران ماریچ
زوران ماریچ (انگلیسی: Zoran Marić؛ زادهٔ ۲۱ فوریهٔ ۱۹۶۰) بازیکن و مربی فوتبال اهل یوگسلاوی بود.
از باشگاه‌هایی که در آن بازی کرده‌است می‌توان به باشگاه فوتبال سلتاویگو، باشگاه فوتبال وویوودینا، و باشگاه فوتبال کامپوستلا اشاره کرد.
وی همچنین در تیم ملی فوتبال یوگسلاوی بازی کرده‌است.